# 埃爾姆赫斯特 (紐約州)
埃爾姆赫斯特（英語：Elmhurst）是位於美國紐約州學托擴縣的非建制地區。

## 地理
埃爾姆赫斯特所處的海拔為高於海平面399米（即1309英呎），而該地所採用的時區為UTC-5，即北美东部时区（EST）。同時該地設有夏令時間，為UTC-5調快一小時，即UTC-4（EDT）。